# Guy Gilbert
Pour les articles homonymes, voir Gilbert.
Le père Guy Gilbert, né le 12 septembre 1935 à Rochefort-sur-Mer en Charente-Maritime, est un prêtre catholique français, éducateur spécialisé et écrivain spirituel.

## Biographie
Guy Gilbert est issu d'une famille ouvrière de quinze enfants. Désirant être prêtre, il entre au petit séminaire, à l'âge de 13 ans, en 1948. Mais ce n'est qu'en Algérie, où il part en 1957 comme séminariste pour accomplir son service militaire en pleine guerre d'Algérie, que sa vocation s'éveille réellement.
C'est à Alger qu'il finit son séminaire. Il est prêtre du diocèse d'Alger de 1965 à 1970.
De retour à Paris, il exerce son activité de prêtre dans la rue et devient éducateur spécialisé pour les jeunes délinquants dans le 19e arrondissement.
En 1974, grâce à un legs, Guy Gilbert achète une ferme à La Palud-sur-Verdon, « une ruine loin de Paris », pour y installer un lieu d'accueil, la « Bergerie de Faucon » où, avec une équipe d'éducateurs, il tente de réinsérer des jeunes en difficulté, par le travail et le lien avec les animaux.
Le 12 avril 2003, il officie pendant le mariage du prince Laurent de Belgique, fils cadet du roi Albert II de Belgique, et de Claire Coombs en la cathédrale Saints-Michel-et-Gudule de Bruxelles. En 2011, il participe à la première communion de leur fille, la princesse Louise.
En 2005, le président de la République Jacques Chirac le nomme chevalier de la Légion d'honneur, un insigne que lui remet l'abbé Pierre un an plus tard.
Il siège comme « personnalité qualifiée » au cabinet du Défenseur des droits.
Il est chroniqueur dans le quotidien La Croix et sur Radio Notre-Dame.
Le 9 décembre 2017 il participe à la cérémonie de funérailles du chanteur Johnny Hallyday à l'église de la Madeleine à Paris, toujours avec son célèbre blouson de cuir noir.
Le 7 décembre 2018, il est fait chanoine de la cathédrale Notre-Dame de Paris.

## Notoriété

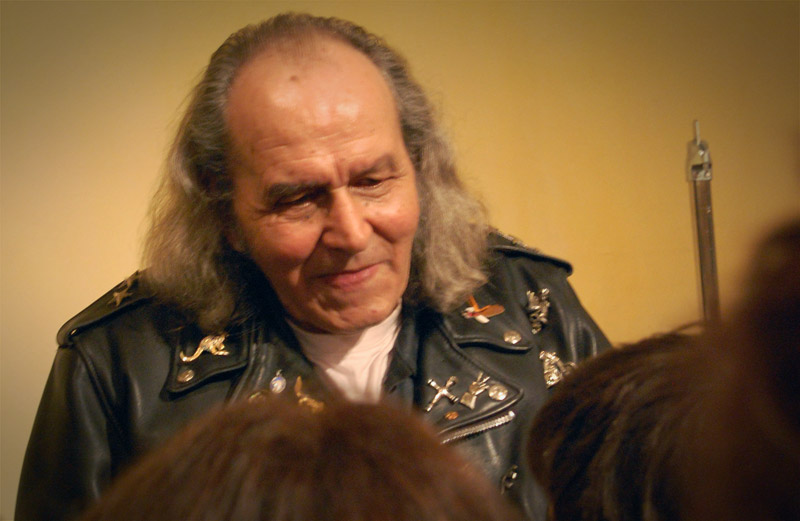
Père Gilbert en 2009, vêtu de son célèbre perfecto.

Toute sa vie, Guy Gilbert s'est occupé des loubards parisiens. Il relate ses activités dans ses livres. Il défend ces jeunes rejetés par la société et rappelle la responsabilité de notre société d'exclusion dans l'état de ces derniers.
Guy Gilbert est connu pour son registre de langue emprunté à la rue et pour son aspect de loubard (il arbore volontiers un blouson en cuir bardé de badges).
Il était régulièrement invité à l'émission radiophonique Les Grosses Têtes de Philippe Bouvard sur RTL. Il participe à des émissions à forte audience aussi bien à la radio (ex. : Europe 1, Sud Radio, France Inter…) qu'à la télévision (ex. : TF1, France 2, M6, LCI, TV5 Monde, Public Sénat…).
Il témoigne de son expérience et de son espérance en écrivant une quarantaine de livres. Il intervient dans de nombreux débats et conférences partout en France et même à l'étranger, dans les pays de l'Est et jusqu'en Amérique du Nord.
Il intervient aussi chaque mercredi de 22 heures à minuit sur les ondes de Radio Notre-Dame dans l'émission Écoute dans la Nuit.
En Belgique, le père Guy Gilbert a concélébré la messe du mariage de son ami le prince Laurent de Belgique avec Claire Coombs et a baptisé leurs trois enfants : la princesse Louise, les princes Nicolas et Aymeric. Il célèbre le mariage de Jamel Debbouze et Mélissa Theuriau le 7 mai 2008, puis celui de Stromae le 12 décembre 2015 à Malines,.
En 2006, il a concélébré une messe en l’honneur du fondateur de l'Opus Dei, Josemaria Escriva de Balaguer, à Paris avec André Vingt-Trois.
Le 20 décembre 2007, il accompagne le président Sarkozy au Vatican pour une visite officielle au pape Benoît XVI.
Il fait son entrée dans la 40e édition pour 2009 éditée en 2008 du Who’s Who in France : « Parmi les 1 140 nouveaux noms du dictionnaire biographique, le pilote automobile Sébastien Loeb, le cinéaste Cédric Klapisch, la chanteuse Jeanne Cherhal, l'écrivain Gilles Leroy ou le père Guy Gilbert… ».
Le 11 septembre 2015, à l'occasion de ses 80 ans et de ses cinquante ans de sacerdoce, il est invité à célébrer une messe avec le pape François, en la chapelle de la Maison Sainte-Marthe.
Le 9 décembre 2017, il officie lors des obsèques de Johnny Hallyday à l'église de la Madeleine.
Le 3 septembre 2022, durant le rassemblement des Brescoudos au Cap d'Agde, un buste du père Guy Gilbert est dévoilé devant le palais des Congrès, où il prend place définitivement, dans le but de remercier ce dernier « d’avoir depuis tant d’années assisté à leur rassemblement et bénit des milliers de motards au fil des ans. » L’œuvre, réalisée par le sculpteur narbonnais Olivier Delolbel, est offerte par les Brescoudos à la ville d'Agde. Elle est inaugurée en présence de l'artiste, du père Gilbert, du président du club Christian Peyras et du maire Sébastien Frey. 

## Prises de position
« Notre monde est fou. Tout va trop vite.

Pas seulement les transports ou les nouvelles technologies. On ne mange même plus, on bouffe dans des "fast food". On ne parle plus, on jacasse sans arrêt. Une information-marchandise chasse la précédente. On ne regarde pas, on zappe. On ne vit pas, on survit.

Il est urgent de prendre le temps de la lenteur.

Refuse la précipitation, garde du temps pour toi. Tu apprendras que le monde est magnifique si tu sais le contempler ; que la nature apporte de la joie si on la respecte et qu'on collabore avec elle ; que les humains sont passionnants, qu'ils méritent notre attention, au sein de la famille, au travail, dans le cercle de nos amis…

Fermement opposé à l'avortement et à l'euthanasie, il parraine notamment en 1988 la marche pour la vie, à Paris. Il condamne également le divorce.
Considérant que le célibat des prêtres est un « trésor pour l'Église », il se déclare opposé à leur possibilité de se marier mais favorable à l’ordination d'hommes mariés comme cela existe dans les Églises catholiques orientales. Il se positionne également pour une plus grande place des femmes au sein de l'Église.
Il se déclare favorable à l'utilisation du préservatif dans les cas où il peut sauver des vies, notamment lorsqu'il peut empêcher un avortement.
Alors qu'il bénit parfois des couples homosexuels à leur demande, il se déclare en 2013 contre le mariage homosexuel bien que favorable à une union civile afin de leur permettre d'hériter de leur conjoint,.

## Publications

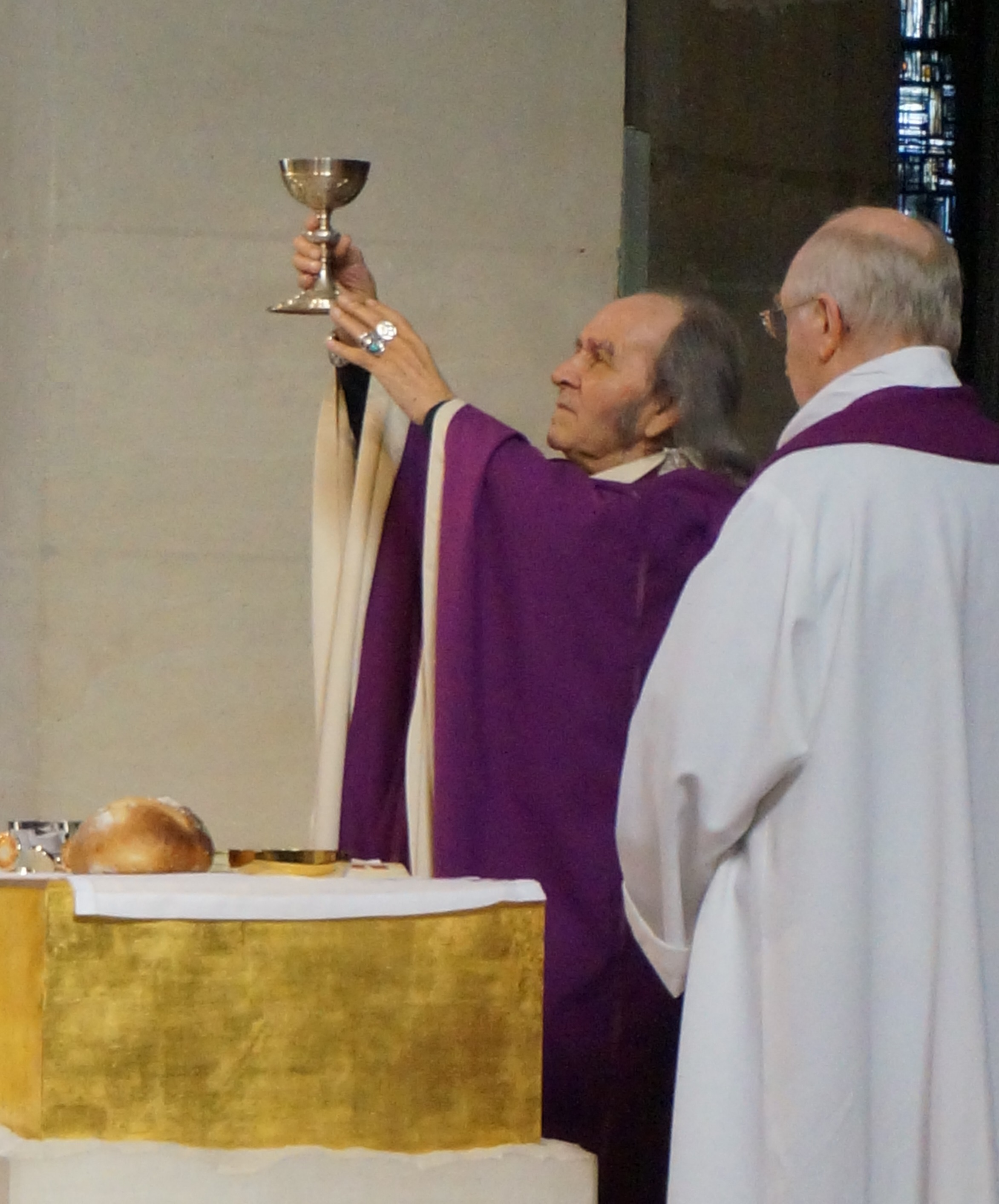
Célébrant la messe en 2015.

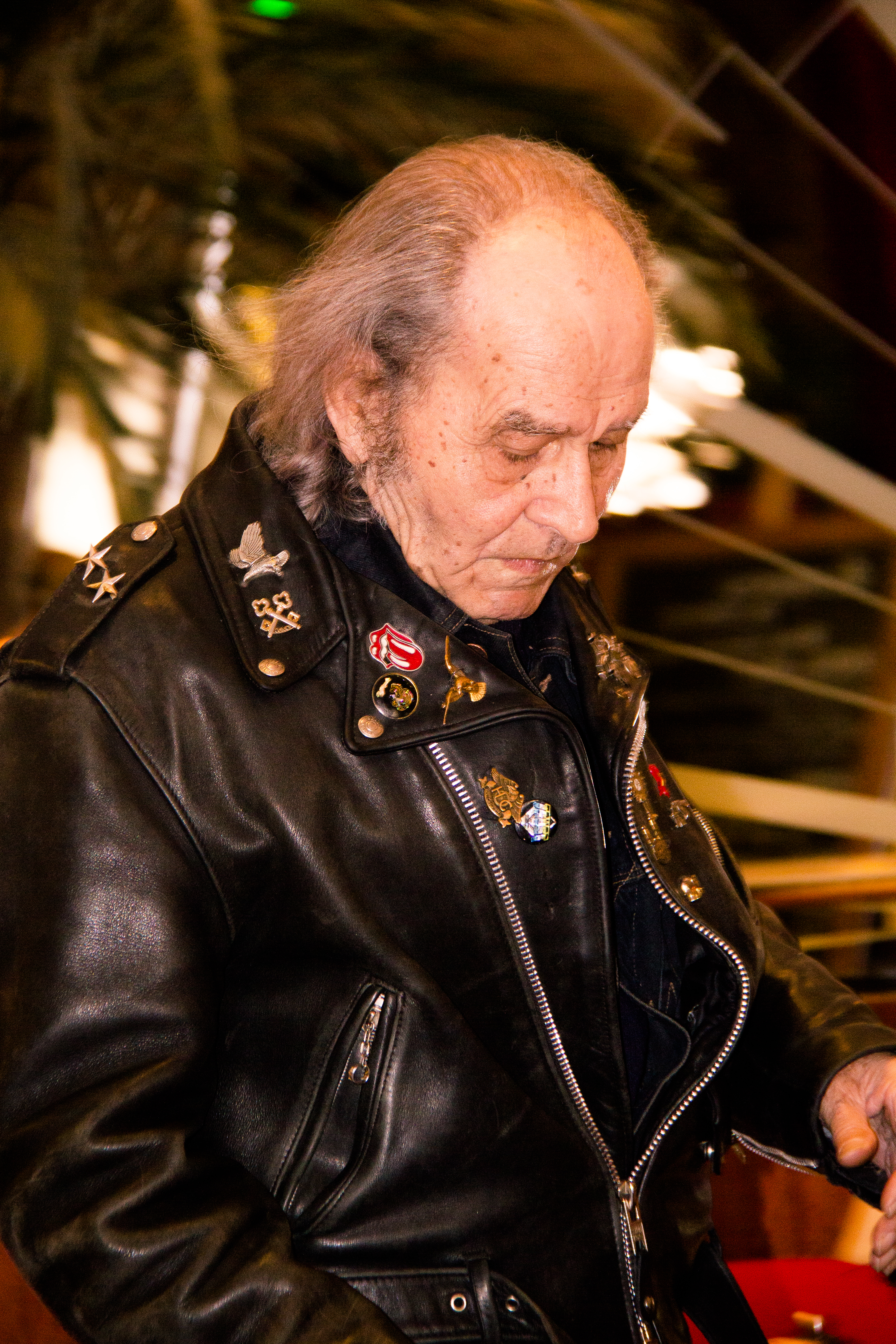
Guy Gilbert à Aix-en-Provence (8 avril 2015).

- Guy Gilbert, Un Prêtre chez les loubards, Stock, mars 1978, 160 p. (ISBN 2-234-01848-X)
- La Rue est mon église, Stock, 1980.
- Des Jeunes y entrent, des fauves en sortent, Stock, 1982.
- L’Espérance aux mains nues, Stock, 1984.
- Aventurier de l'amour, Stock, 1986.
- Avec mon Aube et mes santiags, Stock, 1988.
- Les petits pas de l'Amour, Stock, 1990.
- Lutte, prie et aime, Éd. du Livre Ouvert, 1991.
- Jusqu’au bout !, Stock, 1991.
- Dieu, mon premier Amour, Stock, 1995  (ISBN 2-234-04466-9).
- Des Loups dans la Bergerie, Stock, 1996.
- Dealer d’Amour, Stock, 1997.
- La Violence... un appel ?, Éd. du Livre Ouvert, 1998.
- Chemin de croix, Éd. des Béatitudes, 1998.
- Aimer à tout casser, Coccinelle Bande dessinée, 1999.
- Cris de jeunes, Salvator, 1999.
- Le plus bel Album de famille : le rosaire, Éd. des Béatitudes, 2000.
- Passeurs de l’impossible, Stock, 2000.
- Ma Religion, c'est l'Amour, Stock, 2001.
- L’Évangile selon saint Loubard, Éd. Philippe Rey, 2003  (ISBN 978-2-84876-006-3).
- Peut-on changer ? , Éd. de l'atelier, 2004.
- Kamikaze de l'espérance, Stock, 2004.
- Les Mystères lumineux du rosaire, Éd. des Béatitudes, 2005.
- L’Évangile, une parole invincible, Éd. Philippe Rey, 400 pages, 2005  (ISBN 978-2-84876-039-1).
- Des Loups à Faucon, Coccinelle BD, 2006.
- Et si je me confessais, Stock, 2006.
- Rallumez le feu, Éd. Philippe Rey, 384 pages, 2007  (ISBN 978-2-84876-101-5).
- Et si on parlait de tes mômes ?, Éd. Philippe Rey, 96 pages, 2008  (ISBN 978-2-84876-117-6).
- Réussis ta vie !, Éd. Philippe Rey, 96 pages, 2008  (ISBN 978-2-84876-116-9).
- Mes plus belles Prières, Éd. Philippe Rey, 400 pages, 2008  (ISBN 978-2-84876-128-2).
- Ose l’amour !, Éd. Philippe Rey, 2009.
- Face à la souffrance, Éd. Philippe Rey, 96 pages, 2009  (ISBN 978-2-84876-141-1).
- Lutte et aime, là où tu es !, Éd. Philippe Rey, 336 pages, 2009  (ISBN 9782848761527).
- La Magie des animaux, Éd. Philippe Rey, 2010  (ISBN 978-2-84876-163-3).
- Apprends à pardonner, Éd. Philippe Rey, 96 pages, 2010  (ISBN 978-2-84876-162-6).
- Cœur de prêtre, cœur de feu, Éd. Philippe Rey, 336 pages, 2010  (ISBN 978-2-84876-173-2).
- La Vieillesse, un émerveillement, Éd. Philippe Rey, 96 pages, 2011  (ISBN 978-2-84876-187-9).
- Petit Guide de prière, Éd. Philippe Rey, 2011  (ISBN 978-2-84876-186-2).
- Éveilleur d'espérance, Éd. Philippe Rey, 2011  (ISBN 978-2-84876-197-8).
- Le Couple, Éd. Philippe Rey, 96 pages, 2012  (ISBN 978-2-84876-206-7).
- Occupe-toi des autres !, Éd. Philippe Rey, 96 pages, 2012  (ISBN 978-2-84876-211-1).
- Vagabond de la bonne nouvelle, Éd. Philippe Rey, 352 pages, 2012  (ISBN 978-2-84876-226-5).
- Le Bonheur, Éd. Philippe Rey, 96 pages, 2013  (ISBN 978-2-84876-300-2).
- Nos Fragilités, Éd. Philippe Rey, 96 pages, 2013  (ISBN 978-2-84876-302-6).
- Jésus, un regard d'amour, Éd. Philippe Rey, 240 pages, 2013  (ISBN 978-2-84876-366-8).
- L'Humilité, Éd. Philippe Rey, 96 pages, 2014  (ISBN 978-2-84876-405-4).
- La Nuit s'approche, l'aube va arriver, Éd. Philippe Rey, 96 pages, 2014  (ISBN 978-2-84876-403-0).
- Aime à tout casser !, Éd. Philippe Rey, 320 pages, 2014  (ISBN 978-2-84876-433-7).
- Les sept Sacrements, Éd. Philippe Rey, 96 pages, 2015  (ISBN 978-2-84876-461-0).
- Prends le temps de vivre, Éd. Philippe Rey, 96 pages, 2015  (ISBN 978-2-84876-459-7).
- Vie de combat, vie d'amour, Éd. Philippe Rey, 368 pages, 2015  (ISBN 978-2-84876-487-0).
- La Foi, Éd. Philippe Rey, 96 pages, 2016  (ISBN 978-2-84876-531-0).
- La Famille, trésor de notre temps, Éd. Philippe Rey, 96 pages, 2016  (ISBN 978-2-84876-533-4).
- En Cœur à cœur avec Dieu, Éd. Philippe Rey, 2016  (ISBN 9782848765624).
- Les Sourires de Dieu, Éd. Philippe Rey, 2017  (ISBN 978-2-84876-599-0).
- La Messe, un enchantement déserté, Éd. Philippe Rey, 96 pages, 2017  (ISBN 978-2-84876-597-6).
- Bouge-toi, la vie est belle !, Éd. Philippe Rey, 288 pages, 2017  (ISBN 978-2-84876-636-2).
- Les Saints, Éd. Philippe Rey, 96 pages, 2018  (ISBN 978-2-84876-675-1).
- Les Adolescents, Éd. Philippe Rey, 96 pages, 2018  (ISBN 978-2-84876-673-7).
- Aimer plus qu'hier, moins que demain, Éd. Philippe Rey, 384 pages, 2018  (ISBN 978-2-84876-710-9).
- La Solitude, Éd. Philippe Rey, 96 pages, 2019  (ISBN 978-2-84876-744-4).
- Les Femmes et l'Église : quelle place pour elles demain ?, Éd. Philippe Rey, 91 pages, 2019  (ISBN 978-2-84876-746-8).
- Mille conseils d'un vieux hibou pour réussir sa vie, Éd. Philippe Rey, 396 pages, 2021  (ISBN 978-2-84876-845-8).

Il est également chroniqueur au journal La Croix et à Radio Notre-Dame chaque mercredi soir à partir de 22 heures.

## Décorations
- Officier de la Légion d'honneur (décret du 13 juillet 2015)[21] Chevalier par décret du 7 décembre 2006, décoré par l'abbé Pierre.
- Commandeur de l'ordre national du Mérite (décret du 29 novembre 2023)[22]
- Médaille militaire.

## Vidéographie
- Il est urgent d'aimer, réalisation Jean-Jacques Roudière, Présence Image et Son, 2011[23].